# Гранбери (Тексас)
Гранбери (енгл. Granbury) град је у америчкој савезној држави Тексас. По попису становништва из 2010. у њему је живело 7.978 становника.

## Демографија
Према попису становништва из 2010. у граду је живело 7.978 становника, што је 2.260 (39,5%) становника више него 2000. године.
| Група             | 2000.         | 2010.         |
| Белци             | 5.159 (90,2%) | 7.030 (88,1%) |
| Афроамериканци    | 22 (0,4%)     | 57 (0,7%)     |
| Азијати           | 30 (0,5%)     | 90 (1,1%)     |
| Хиспаноамериканци | 418 (7,3%)    | 684 (8,6%)    |
| Укупно            | 5.718         | 7.978         |